# Cottonwood County
Cottonwood County is een county in de Amerikaanse staat Minnesota.
De county heeft een landoppervlakte van 1.658 km² en telt 12.167 inwoners (volkstelling 2000). De hoofdplaats is Windom.

## Bevolkingsontwikkeling

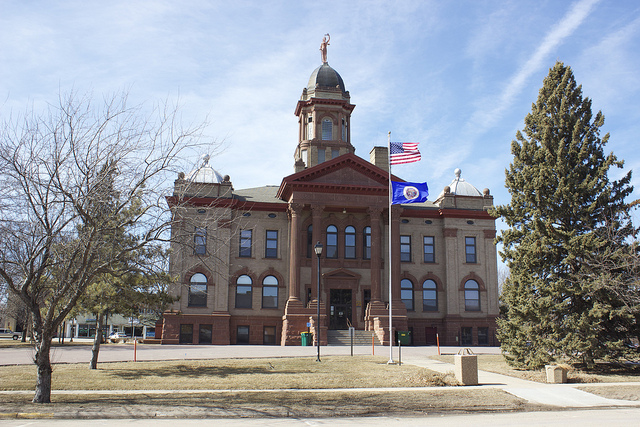
Cottonwood County Courthouse